# UTP3
UTP3 (англ. UTP3, small subunit processome component) – білок, який кодується однойменним геном, розташованим у людей на короткому плечі 4-ї хромосоми.  Довжина поліпептидного ланцюга білка становить 479 амінокислот, а молекулярна маса — 54 558.
| 10         |  | 20         |  | 30         |  | 40         |  | 50         |
| ---------- |  | ---------- |  | ---------- |  | ---------- |  | ---------- |
| MVGRSRRRGA |  | AKWAAVRAKA |  | GPTLTDENGD |  | DLGLPPSPGD |  | TSYYQDQVDD |
| FHEARSRAAL |  | AKGWNEVQSG |  | DEEDGEEEEE |  | EVLALDMDDE |  | DDEDGGNAGE |
| EEEEENADDD |  | GGSSVQSEAE |  | ASVDPSLSWG |  | QRKKLYYDTD |  | YGSKSRGRQS |
| QQEAEEEERE |  | EEEEAQIIQR |  | RLAQALQEDD |  | FGVAWVEAFA |  | KPVPQVDEAE |
| TRVVKDLAKV |  | SVKEKLKMLR |  | KESPELLELI |  | EDLKVKLTEV |  | KDELEPLLEL |
| VEQGIIPPGK |  | GSQYLRTKYN |  | LYLNYCSNIS |  | FYLILKARRV |  | PAHGHPVIER |
| LVTYRNLINK |  | LSVVDQKLSS |  | EIRHLLTLKD |  | DAVKKELIPK |  | AKSTKPKPKS |
| VSKTSAAACA |  | VTDLSDDSDF |  | DEKAKLKYYK |  | EIEDRQKLKR |  | KKEENSTEEQ |
| ALEDQNAKRA |  | ITYQIAKNRG |  | LTPRRKKIDR |  | NPRVKHREKF |  | RRAKIRRRGQ |
| VREVRKEEQR |  | YSGELSGIRA |  | GVKKSIKLK  |  |            |  |            |

A: Аланін

C: Цистеїн

D: Аспарагінова кислота

E: Глутамінова кислота

F: Фенілаланін

G: Гліцин

H: Гістидин

I: Ізолейцин

K: Лізин

L: Лейцин

M: Метіонін

N: Аспарагін

P: Пролін

Q: Глутамін

R: Аргінін

S: Серин

T: Треонін

V: Валін

W: Триптофан

Кодований геном білок за функціями належить до регуляторів хроматину, білків розвитку, фосфопротеїнів. 
Задіяний у таких біологічних процесах як поліморфізм, ацетиляція. 
Локалізований у ядрі.